# Rivière aux Canots (rivière Métabetchouane)
Pour les articles homonymes, voir Canot (homonymie).
La rivière aux Canots est un affluent de la rive est de la rivière Métabetchouane, coulant dans le territoire non organisé de Belle-Rivière, dans la municipalité régionale de comté (MRC) de Lac-Saint-Jean-Est, dans la région administrative de Saguenay–Lac-Saint-Jean, dans la province de Québec, au Canada. La partie supérieure de cette rivière traverse la réserve faunique des Laurentides.
La surface de la rivière aux Canots (sauf les zones de rapides) est habituellement gelée de la fin novembre au début avril, toutefois la circulation sécuritaire sur la glace se fait généralement de la mi-décembre à la fin mars.

## Géographie
Les principaux bassins versants voisins de la rivière aux Canots sont du côté nord la rivière Métabetchouane, la rivière à la Carpe, la Belle Rivière et rivière Saguenay ; du côté est le ruisseau Gendreau, la rivière Pika et la rivière aux Écorces ; du côté sud le lac Huard et la rivière Métabetchouane ; et du côté ouest la rivière Métabetchouane, la rivière Bruyante et rivière du Fouet.
La rivière aux Canots prend sa source à l’embouchure du Lac Staffieri (longueur : 0,9 km ; altitude : 435 m) en forme de U à cause d'une presqu'île rattachée à la rive nord et s'étirant sur 0,3 km vers le sud.
À partir de sa source, le cours de la rivière aux Canots descend sur 27,3 km, avec une dénivellation de 105 m. Sur 4,6 km, elle coule vers le nord en formant trois crochets vers l’est, jusqu’au ruisseau Gendreau (venant de l’est). Ensuite, elle va vers le nord-ouest sur une distance de 2,4 km vers, jusqu’à la décharge (venant du sud) du lac des Massettes. Elle coule ensuite sur 5,5 km vers le nord-ouest, puis vers l’ouest, en serpentant, puis vers l’ouest, jusqu’à la décharge (venant du sud) des lacs Hogue, Glun, Castagnet et Gingras. Elle va ensuite sur 2,9 km vers le nord en serpentant jusqu'à la décharge (venant du nord) du lac Sous-le-Vent. Elle coule ensuite 3,0 km vers le nord-ouest en formant d’abord un crochet vers le sud, jusqu’à la décharge (venant du sud) du lac Morainique. Finalement, elle coule sur 8,9 km vers le nord-ouest en serpentant en fin de segment, jusqu’à son embouchure, située sur la rive est de la rivière Métabetchouane.
À partir de la confluence de la rivière aux Canots, le courant descend la rivière Métabetchouane vers le nord sur 38,3 km jusqu’à la rive sud du lac Saint-Jean ; de là, le courant traverse ce dernier sur 22,8 km vers le nord-est, puis emprunte le cours de la rivière Saguenay via la Petite Décharge sur 172,3 km jusqu’à Tadoussac où il conflue avec l’estuaire du Saint-Laurent.

## Toponymie
Le toponyme rivière aux Canots est associé à l’usage de cette embarcation de cours d’eau et de plans d’eau. Il a été officialisé le 5 décembre 1968 à la Banque des noms de lieux de la Commission de toponymie du Québec.